# Roberto Ismael Torres Baez
Roberto Ismael Torres Baez més conegut com a Roberto Torres (Paraguai, 6 d'abril de 1972) és un futbolista paraguaià que ha disputat un partit amb la selecció de futbol del Paraguai.